# GP de Plouay 2017
19. edycja kobiecego wyścigu kolarskiego GP de Plouay odbyła się 26 sierpnia 2017 roku, we Francji. Zwyciężczynią została Brytyjka Elizabeth Deignan, dla której było to pierwsze zwycięstwo w sezonie, wyprzedzając Francuzkę Pauline Ferrand-Prévot oraz Australijkę Sarah Roy.
GP de Plouay był osiemnastym w sezonie wyścigiem cyklu UCI Women’s World Tour, będącym serią najbardziej prestiżowych zawodów kobiecego kolarstwa.

## Wyniki
| M-ce | Imię i nazwisko        | Kraj              | Drużyna                   | Czas       |
| ---- | ---------------------- | ----------------- | ------------------------- | ---------- |
| 1.   | Elizabeth Deignan      | Wielka Brytania   | Boels-Dolmans             | 3h 07' 29" |
| 2.   | Pauline Ferrand-Prévot | Francja           | Canyon-SRAM Racing        | + 2"       |
| 3.   | Sarah Roy              | Australia         | Orica-Scott               | + 10"      |
| 4.   | Eugenia Bujak          | Polska            | BTC City Ljubljana        | + 10"      |
| 5.   | Elena Cecchini         | Włochy            | Canyon-SRAM Racing        | + 10"      |
| 6.   | Sheyla Gutiérrez       | Hiszpania         | Cylance Pro Cycling       | + 10"      |
| 7.   | Lauren Stephens        | Stany Zjednoczone | Tibco-Silicon Valley Bank | + 10"      |
| 8.   | Íngrid Drexel          | Meksyk            | Tibco-Silicon Valley Bank | + 10"      |
| 9.   | Danielle King          | Wielka Brytania   | Cylance Pro Cycling       | + 10"      |
| 10.  | Polona Batagelj        | Słowenia          | BTC City Ljubljana        | + 10"      |
|      |                        |                   |                           |            |
| 27.  | Małgorzata Jasińska    | Polska            | Cylance Pro Cycling       | + 21"      |
| 75.  | Anna Plichta           | Polska            | WM3 Pro Cycling           | + 10' 40"  |
| DNF  | Katarzyna Pawłowska    | Polska            | Boels-Dolmans             | -          |